# Dactyloscirus orsi
Dactyloscirus orsi är en spindeldjursart som beskrevs av Inayatullah 1996. Dactyloscirus orsi ingår i släktet Dactyloscirus och familjen Cunaxidae. Inga underarter finns listade i Catalogue of Life.